# Assassinato de Samuel Luiz
O assassinato de Samuel Luiz é um caso de assassinato por espancamento em grupo e abandono de Samuel Luiz Muñiz, um jovem espanhol, de origem brasileira, de 24 anos, ocorrido na cidade da Corunha, na Galiza,  na madrugada de 2 de julho de 2021, em contexto de presumível homofobia. O crime, ocorrido em plena semana do Orgulho LGBT, motivou reações de muitas figuras públicas e líderes de movimentos LGBT+, sendo organizadas manifestações em dezenas de cidades de Espanha, levando à rua milhares de pessoas em protesto contra o assassinato de Samuel e outros recentes ataques a pessoas LGBT com motivação homofóbica. A 6 de julho, haviam sido detidos três suspeitos relacionados com este crime.

## Antecedentes
Samuel Luiz, conhecido entre os amigos por "Samu", nasceu no Brasil, filho de Maxsoud Luiz, chegando à Espanha com os pais quando contava um ano de idade. Pelos 18 anos iniciou os estudos no CIFP Ánxel Casal da Corunha, onde se formou como auxiliar de enfermagem, começando a trabalhar aos 20 anos no lar de idosos Fundação Padre Rubinos, na Corunha. Em 2021, morava na Corunha, no bairro de Meicende (Arteixo), sendo conhecido pelo seu temperamento calmo e personalidade pacífica. Era membro da Congregação Cristã, igreja cristã pentecostal onde atuava como músico e auxiliar de jovens e crianças na comunidade situada na cidade. Também colaborava com a Cruz Vermelha espanhola. Então com 24 anos, estudava para conseguir o grau de técnico dentário, dedicando muito do seu tempo e energia à carreira universitária. Devido ao seu trabalho na Fundação Padre Rubinos, Samuel era um dos profissionais de saúde que há mais de um ano enfrentava a pandemia de Covid-19 na linha da frente, com impacto especialmente forte em Espanha e nas instituições de acolhimento e tratamento de idosos. Segundo os colegas de trabalho, era muito querido pelos utentes da instituição, pela alegria que a todos transmitia. Em 2021 morava Quando a Galiza reabriu os estabelecimentos de diversão noturna, na quinta-feira, 1 de julho de 2021, após um fecho de 10 meses e meio causado pela pandemia, Samuel aproveitou a abertura para sair com um grupo de amigos chegados no Andén, um dos pubs da moda do passeio marítimo da praia de Riazor, na Corunha.
Tendo a primeira noite superado as expetativas, Samuel voltou a repetir no dia seguinte, noite de sexta-feira, 2 de julho, com outro grupo de amigos - Lina, colega de estudos, e de trabalho, no mesmo lar de idosos onde trabalhava Samuel, Diego e Andrea. Combinaram às 22:00 em casa de Diego, para irem juntos de carro até à praia de Riazor, e daí ao Andén, onde estiveram até perto das 3:00 da manhã, hora limite de abertura decretada pelas autoridades nas recém-adotadas medidas contra a Covid-19. Pelas 2:50, Lina e Samuel saíram do pub para fumar e fazer uma videochamada com Vanesa, companheira de Lina, afastando-se apenas uns metros, nas imediações da avenida de Buenos Aires, deixando as outras duas amigas no interior do estabelecimento.

## Crime

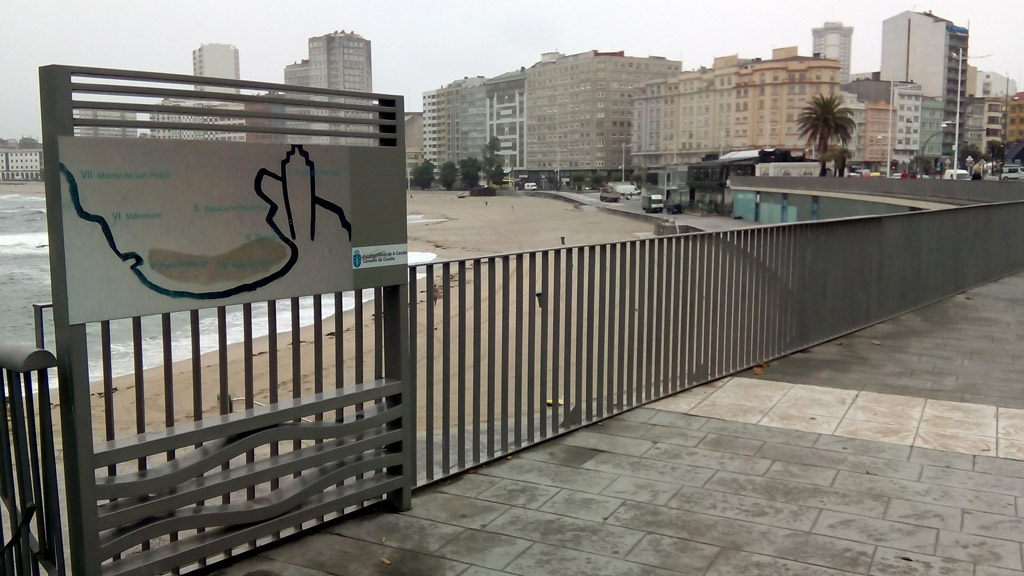
Passeio marítimo e praia de Riazor. À esquerda, o pub Andén. Ao centro, perto das árvores, o local onde Samuel Luiz foi espancado, vindo a morrer pouco depois

Segundo o relato de Vanesa, Samuel estava muito divertido, e tão animado com a possibilidade de poderem novamente sair à noite que tentou convencê-la a se juntar a ele, e saírem novamente na noite seguinte, um sábado. A conversa decorreu animadamente, com Lina e Samuel relatando a Vanesa episódios divertidos que haviam sucedido durante a noite, até que decidiram mostrar a Vanesa onde se encontravam, girando o telemóvel em sua volta. Nesse momento passou por eles um casal, rapaz e rapariga, de idades aproximadas à de Samuel, que lhes gritaram que deixassem de os gravar. Segundo uma das versões, o equívoco teria ocorrido por pensarem que Samuel gravava as raparigas que acompanhavam o grupo onde se encontrava esse casal.

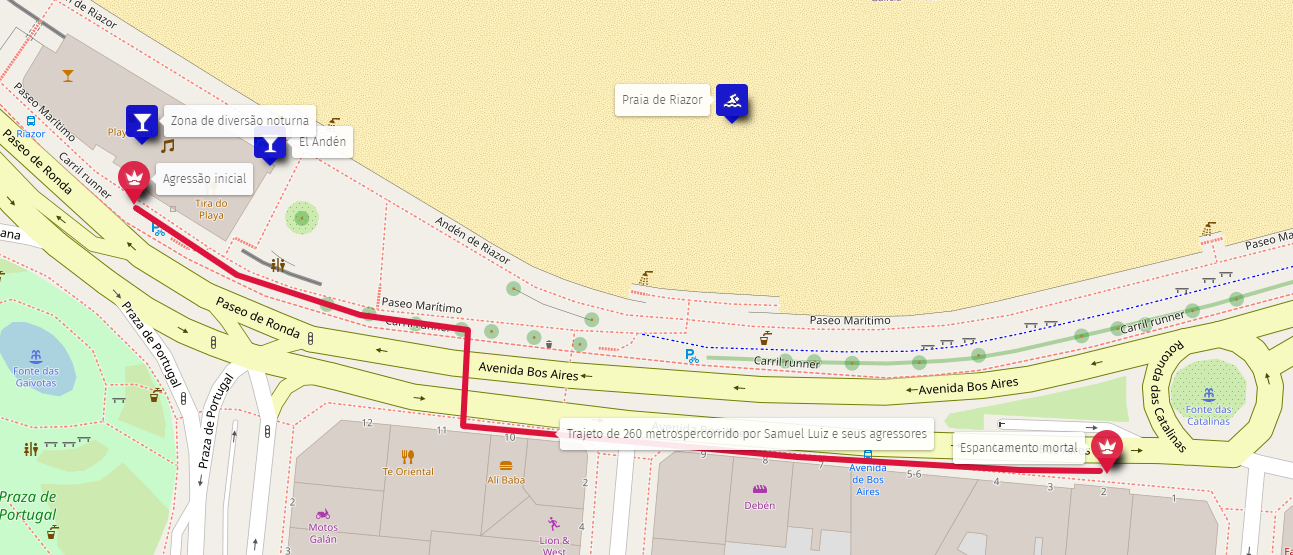
Esquema do assassinato de Samuel Luiz na zona de Riazor, A Corunha

Samuel e Lina imediatamente explicaram ao jovem que se tratava de um mal entendido, e que estavam somente fazendo uma videochamada, com a colaboração de Vanesa, que continuava em linha. Sem atentar nas explicações, o rapaz dirigiu-se exclusivamente a Samuel, dizendo-lhe: "O paras de grabar o te mato, maricón". Segundo o relato de Vanesa, que coincide com o de Lina, Samuel, que nunca havia escondido nem se envergonhado da sua orientação sexual LGBT, apenas teve tempo de responder "Maricón de qué?" levando imediatamente um soco muito forte do rapaz. Lina começou a gritar. O vídeo da videochamada bloqueou, mas o som continuou funcionando, permitindo Vanesa escutar os ruidos de golpes e agressões, e os gritos de Lina '¡déjalo, es mi amigo, por favor, déjalo!'". Segundo Lina, a rapariga que acompanhava o rapaz tentou separá-los num primeiro momento, mas quando Lina interveio, mandou-a afastar-se, agressivamente. Nesse momento, um jovem que se encontrava nas imediações da discoteca meteu-se na briga, conseguindo resgatar Samuel do agressor, tendo aquele se afastado num primeiro momento.
Samuel, golpeado e com contusões visíveis na cara, suplicou a Lina que tentasse encontrar o telemóvel, que caíra enquanto era agredido. Tentando acalmá-lo, Lina começou a procurar o aparelho, deixando Samuel com o rapaz que o havia ajudado a se livrar do agressor. Enquanto procurava o telemóvel, no espaço de cinco minutos, o agressor retornou, desta vez acompanhado de outras 12 pessoas, que aproveitaram a ocasião para encurralá-lo e espancá-lo até ficar inconsciente. Quando Lina viu aquela quantidade de gente movendo-se rapidamente na direção de Samuel, com gritos de '¡maricón de mierda!', correu para o local pedindo ajuda gritando que o matavam.  Segundo a investigação policial, após as agressões iniciais, um grupo de pelo menos quatro pessoas continuou pontapeando Samuel no chão, até este deixar de se mover. Outra versão refere que os agressores seriam sete. Quando Lina logrou chegar junto de Samuel, o jovem jazia no chão, do outro lado da rua, para onde tinha tentado fugir, inconsciente, a cerca de 260 metros do locald a primeira agressão, na berma da avenida de Buenos Aires. Vendo a vítima sem reação, os agressores colocaram-se em fuga, correndo.
Samuel apresentava muitas contusões, sobretudo na cabeça e tórax. Foi inicialmente socorrido no local, tendo a patrulha da Polícia Local chamado a Polícia Nacional e uma ambulância. Os paramédicos tentaram reanimar no local o jovem, que apresentava lesões graves, durante quase duas horas, sem sucesso. Samuel foi então transladado de ambulância ao Complejo Hospitalario Universitario de A Coruña (CHUAC), vindo a morrer durante o transporte, segundo algumas fontes, ou logo que chegou ao hospital, segundo outras. A morte foi confirmada à chegada àquela unidade hospitalar, na madrugada de 3 de julho de 2021.

## Investigação
Embora a investigação fosse imediatamente colocada pelas autoridades sob segredo, a 4 de julho de 2021, fontes próximas à investigação informaram que algusn testemunhos haviam permitido a identificação dos supostos autores das agressões. A Polícia Nacional analisou vídeos capturados por pessoas que se encontravam no local, assim como de câmaras urbanas de vigilância daquela zona central da capital provincial. Para a identificação dos suspeitos foram fundamentais as declarações de uma testemunha, que minutos após a agressão fatal chamou o número 092 e contou que havia visto um grupo de pessoas escapar-se da cena do crime, deixando Samuel moribundo no chão. O testemunho introduziu também as primeiras pistas sobre a identidade dos agressores, uma vez que o denunciante declarou à polícia que estes eram do bairro de Elviña, na Corunha, dando detalhes particulares sobre um deles, incluindo o apelido pelo qual é conhecido nessa zona. Adicionalmente, uma das raparigas que acompanhava a vítima conseguiu identificar a pessoa que iniciou a agressão, ao visualizar um dos vídeos. As medidas decretadas pelo governo galego para facilitar o rastreio em caso de surto de Covid-19, exigindo a identificação de todas as pessoas que entrem num local de diversão, facilitaram a tarefa aos agentes, uma vez que tanto a vítima como os presumíveis autores da sua morte haviam estado na conhecida discoteca Andén, ali deixando os dados dos deus Documentos Nacionais de Identificação.
O Julgado de Instrução 8 da Corunha, de plantão naquele fim de semana, conseguiu então estreitar o cerco sobre o grupo de agressores, sendo tomadas pelo comissariado de polícia declarações de 15 pessoas, assinaladas pela investigação como autores do espancamento e abandono de Samuel no passeio marítimo de Riazor, resultando na sua morte. Alguns dos suspeitos serão menores de idade, e vários deles terão vindo depor voluntariamente, segundo declarações da Delegação do Governo da Galiza.
Apesar de relatos iniciais darem conta, já a 4 de julho, da detenção de 13 suspeitos, a 5 de julho, o ministro do Interior espanhol, Fernando Grande Marlaska, que classificou o crime como um assassinato, declarou não existirem ainda detidos.
A 6 de julho, a polícia confirmou a detenção de três presumíveis autores do crime. Os detidos são três jovens, dois homens e uma mulher, com idades entre os 20 e os 25 anos, todos moradores na Corunha.
Segundo fontes da Delegação do Governo, o caráter homofóbico do crime foi inicialmente descartado, relacionando-se o ocorrido com uma discussão em torno de um mal entendido sobre um telemóvel. Segundo essa versão, Samuel estaria fazendo uma videochamada com amigos, tendo os agressores pensado que ele os estaria gravando, resultando no espancamento e morte do jovem. Segundo a fonte governamental, apenas depois de serem feitas detenções haverá possibilidade de de concretizar o móbil do crime.
A investigação centra-se em concreto sobre três casais, e uma sétima pessoa, que estará diretamente relacionada com a agressão e posterior abandono de Samuel. Segundo fontes policiais, a investigação parece determinar que a brutal agressão começou quando Samuel acudiu em auxílio de uma das jovens que acompanhava, após esta ter sido interpelada agressivamente pelos agressores, que pensaram que os estava gravando em vídeo, quando tudo indica que estavam somente realizando uma videochamada pouco antes das 3 da manhã de sábado. Um deles agrediu Samuel com um soco, e o resto do grupo juntou-se-lhe. Com Samuel já no chão, pontapearam-no pelo corpo todo. O jovem morreu pouco depois, enquanto era transportado na ambulância, após esforços dos paramédicos em estabilizá-lo no local da agressão.
A 8 de janeiro de 2025, o tribunal de La Coruña condenou quatro pessoas a penas de 10 a 24 anos de prisão pelo assassinato brutal de um jovem gay brasileiro e absolveu a namorada de uma das pessoas.

## Reações

Homenagens a Samuel Luiz no local onde foi assassinado, na avenida de Buenos Aires, na Corunha

O pai de Samuel, Maxsoud Luiz, deixou no local onde o filho foi assassinado uma longa carta, na qual agradeceu o esforço feito pelos serviços de saúde na tentativa de salvar o filho, expressando a sua dor e de toda a família com as palavras “levaram embora a única luz que iluminou a nossa vida. Sabemos que ainda teremos um longo caminho a percorrer; seremos apoiados pela nossa família, amigos e colegas que nos ajudarão a sair deste caminho tenebroso”.
No lar de idosos Fundação Padre Rubiños, onde Samuel trabalhava, a consternação foi geral. Segundo Eduardo Aceña, presidente da instituição, os idosos de quem cuidava queriam-lhe tanto bem, pelo bom tratamento que dele recebiam e pela alegria que lhes transmitia, que os funcionários preferiram esconder a verdade sobre o fim de Samuel a alguns dos idosos que perguntam por ele, devido ao estado de saúde debilitado.
Apesar da versão oficial haver inicialmente descartado o caráter homofóbico das agressões, o testemunho de uma das amigas de Samuel, dando conta do caráter homofóbico do crime, patente no uso repetido da expressão "maricón", publicado no Twitter, incendiou as redes sociais, sendo imediatamente muito difundida, inclusive em mensagens de políticos, líderes de movimentos  LGTB+ e outras figuras públicas. Os hashtags #JusticiaparaSamuel e #XustiziaparaSamuel têm sido usados no Twitter para marcar as mensagens sobre este caso. Após a difusão de testemunhos que relatam um dos agressores gritando "maricón" a Samuel durante o espancamento, a representação do Governo da Galiza abriu a possibilidade de se tratar de crime de homofobia.
O crime ocorreu durante a semana do Orgulho LGBTI, e num contexto de avanços legislativos que não têm conseguido fazer retroceder os delitos de ódio contra aquela comunidade. O registo de denúncias que tramitaram em julgado relacionadas a orientação sexual e identidade de género aumentaram 8,6% entre 2018 e 2019, segundo dados do Ministério do Interior de Espanha.
A ministra dos Direitos Sociais e Agenda 2030, e secretária geral do Podemos, Ione Belarra, declarou: "Todo mi cariño y apoyo para los familiares y amigos de Samuel. Y toda mi condena a este crimen de odio. Queremos un país libre de violencias en donde todos y todas se sientan libres por ser quienes son. Que se haga #JusticiaParaSamuel". Do mesmo modo, a ministra da Igualdade, Irene Montero, condenou o assassinato, enviando carinho à família e entes queridos de Samuel, acrescentando que "debemos construir entre todas y todos una sociedad más libre en la que no dejemos cabida al odio." Também Eduardo Rubiño, presidente do grupo parlamentar Más Madrid na Assembleia de Madrid, pediu "que se esclarezca cada detalle y que haya justicia". "Sus amigos insisten en el componente homófobo de la paliza que le mató y de confirmarse estaríamos ante un antes y un después en la escalada de LGTBIfobia en nuestro país". A responsável governamental da Transição Ecológica, Teresa Ribera, afirmou ser aquele um dia triste, pedindo a repressão pessoal, social e jurídica para aqueles que extravasam brutalidade e homofobia.
O primeiro-ministro, Pedro Sánchez, declarou esperar que a investigação da polícia encontre em breve os autores do assassinato de Samuel e esclareça os fatos, afirmando que "Foi um ato selvagem e cruel. Não vamos dar um passo atrás em direitos e liberdades. A Espanha não vai tolerar isso".
A Asociación pola Liberdade Afectiva e Sexual (ALAS) da Corunha emitiu um comunicado manifestando a sua máxima condenação pelo crime, solicitando às forças e corpos de segurança do Estado a sua investigação em profundidade. O coletivo recordou que desde há um ano tem alertado repetidamente para diferentes incidentes de ódio que têm tido lugar na comunidade autónoma galega, enviando os pêsames à família e amigos do jovem assassinado.
O governo municipal de Pontevedra condenou o assassinato de Samuel Luiz, com mensagens de condolências e apoio à família e amigos da vítima. Segundo a porta voz municipal, Anabel Gulías, estas agressões contra o coletivo LGTBIQ+ produzem-se porque se está criando um terreno fértil perigosíssimo na sociedade, que acaba desencadeando crimes como o da Corunha.
Também o cantor porto-riquenho Ricky Martin se juntou à onda de indignação, condenando o assassinato de Samuel Luiz.
O cantor Alejandro Sanz, por outro lado, despoletou a revolta nas redes sociais, ao afirmar que deviam estar mais preocupados com os instintos criminosos dos atacantes que com a orientação sexual da vítima.
O partido Bloco Nacionalista Galego exigiu que se investigue se o crime foi um delito de ódio por homofobia. Os dois outros integrantes do parlamento galego, o Partido Socialista e o PP, condenaram também a violência contra Samuel.

## Manifestações de protesto

### Galiza
A organização Avante LGTB+ convocou para segunda-feira, 5 de julho, uma série de concentrações em cerca de 50 cidades e vilas de toda a Galiza, como forma de demonstrar repulsa pela morte de Samuel, e reclamar que se esclareça a relação do crime com a orientação sexual da vítima. Manifestações em cidades de toda a Espanha foram igualmente marcadas para as 20:00, hora das manifestações na Galiza. As manifestações foram igualmente apoiadas pelo Bloco Nacionalista Galego.
Na Corunha, onde poucos dias antes um casal LGBT havia sido agredido, apesar da copiosa chuva, a manifestação encheu a praça do município, a praça María Pita, num mar de guarda-chuvas, destacando-se os cartazes das amigas de Samuel Luiz, presentes na manifestação, e dos seus amigos mais próximos, envergando camisetas com um desenho da cara do jovem assassinado. O coletivo Avante LGTB+, organizador da concentração, afirmou, num breve discurso, estar seguro do caráter homofóbico do assassinato. O pai de Samuel, através da porta-voz do mesmo coletivo, pediu que tenha sido esta a última morte violenta por aquele motivo, desafiando os agressores a dar a cara. Uma amiga de Samuel pediu aos meios de comunicação social que tivessem respeito para com os pais de Samuel, duramente acossados durante todo esse dia.

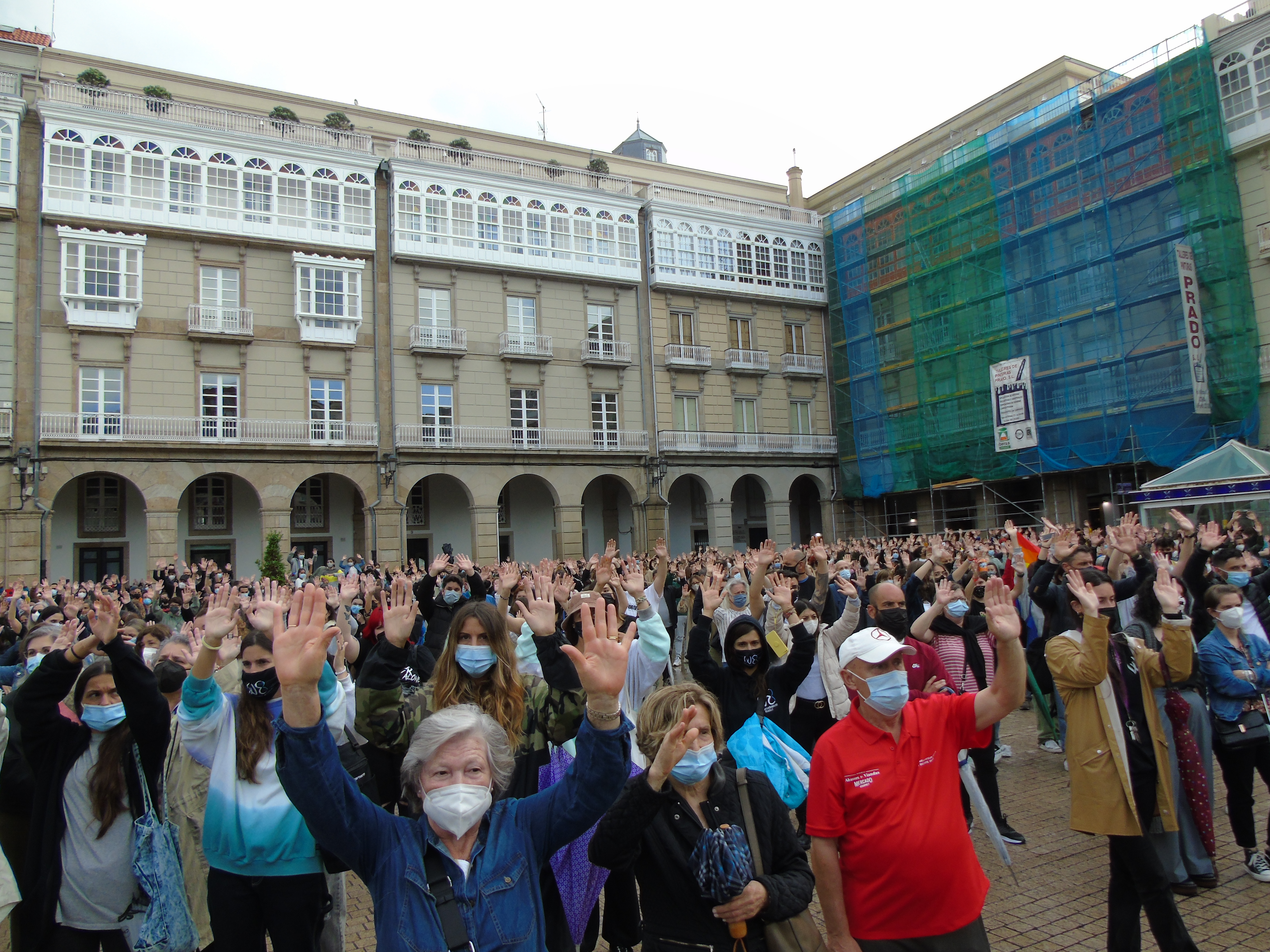
Manifestação na Corunha
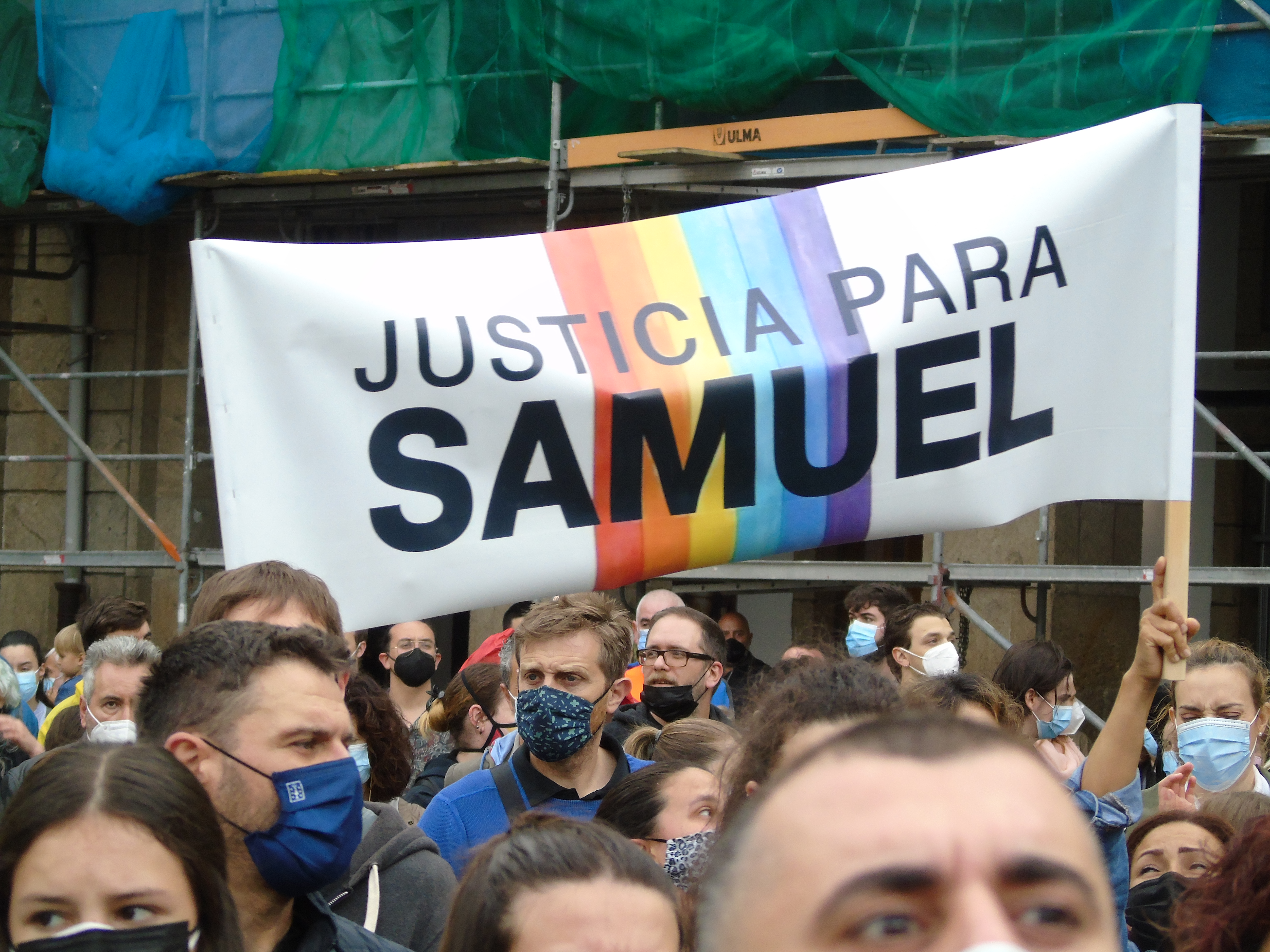
Cartaz na manifestação da Corunha
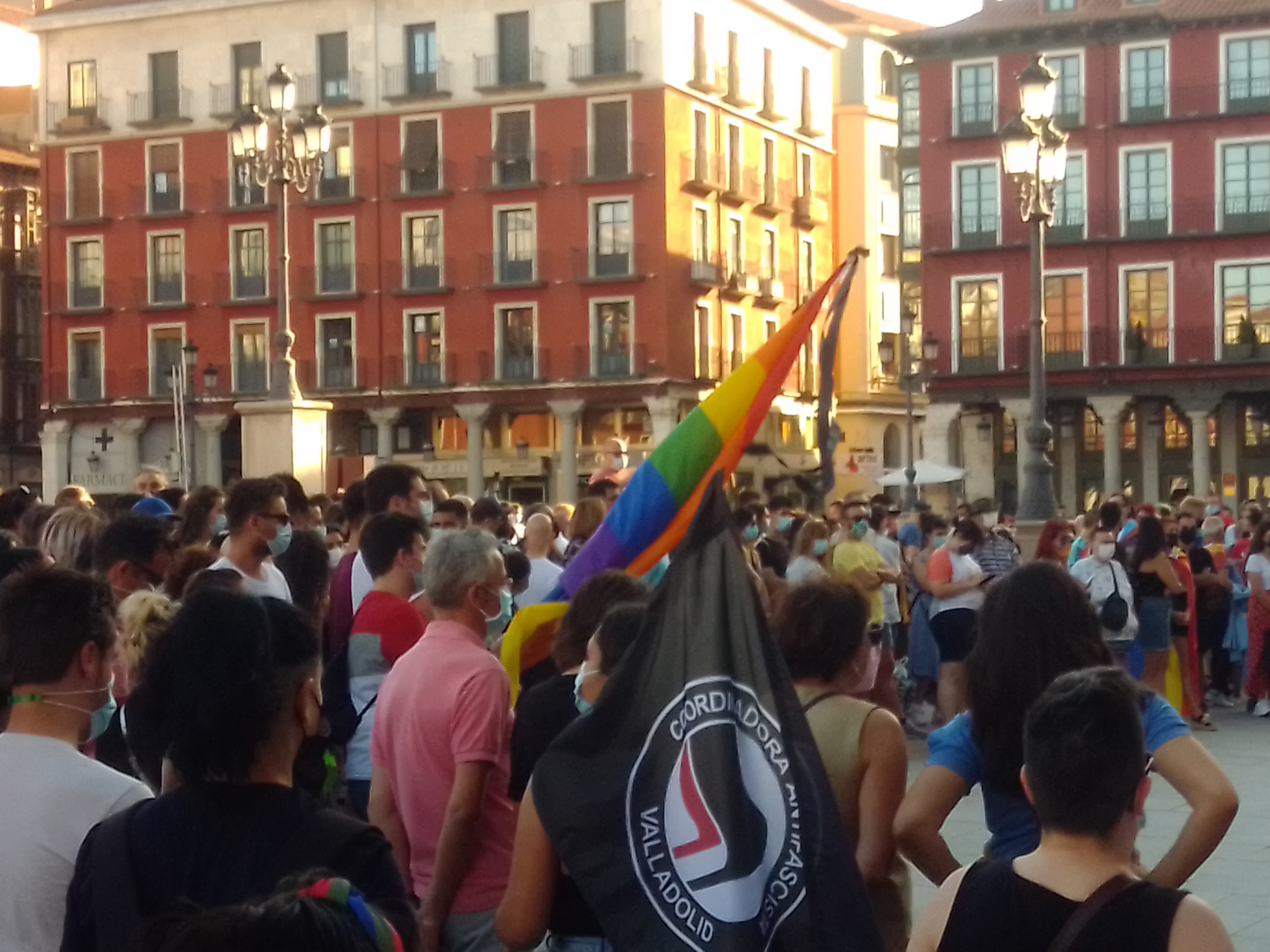
Manifestação em Valladolid
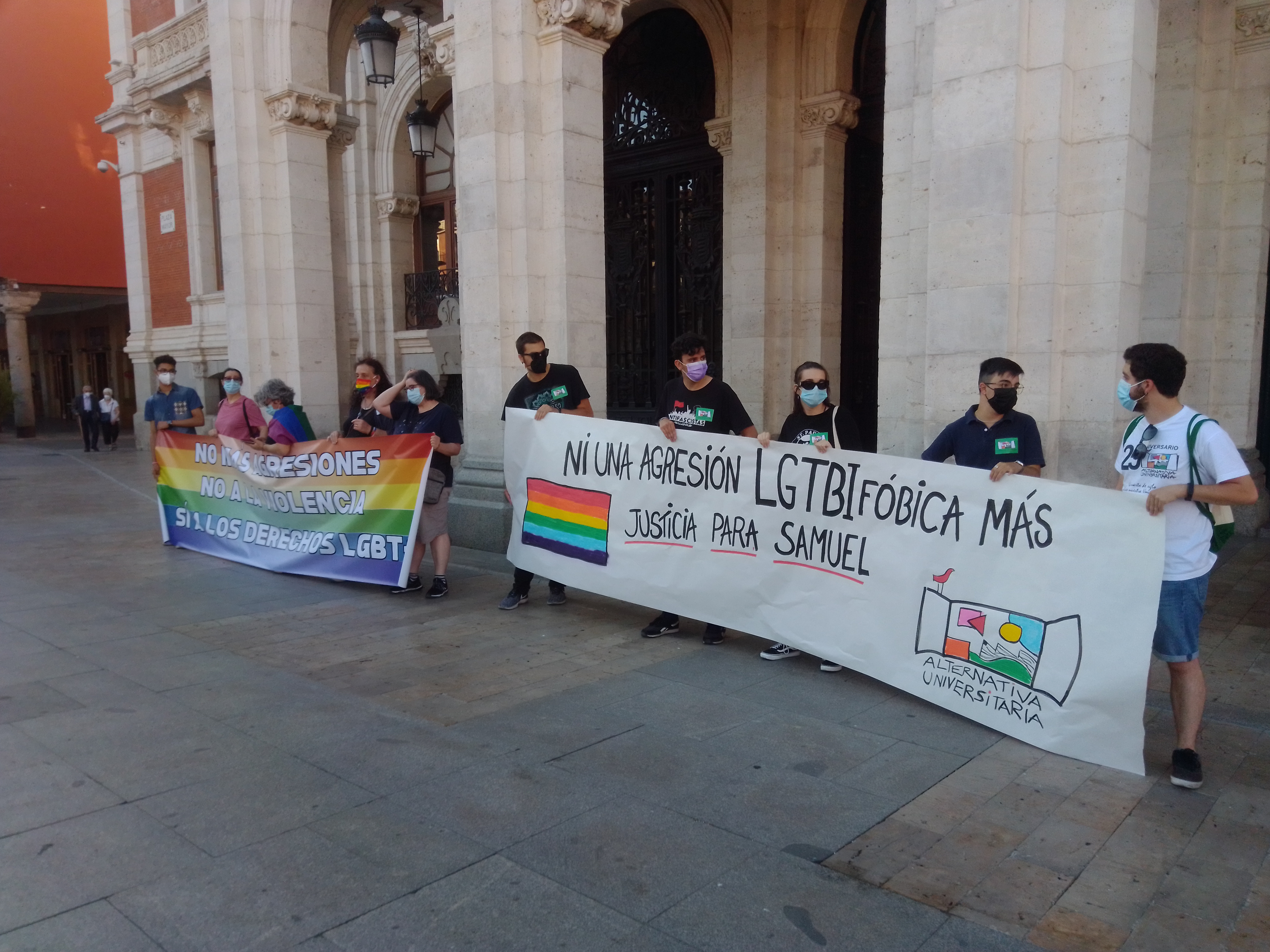
Faixas contra a homofobia na manifestação de Valladolid
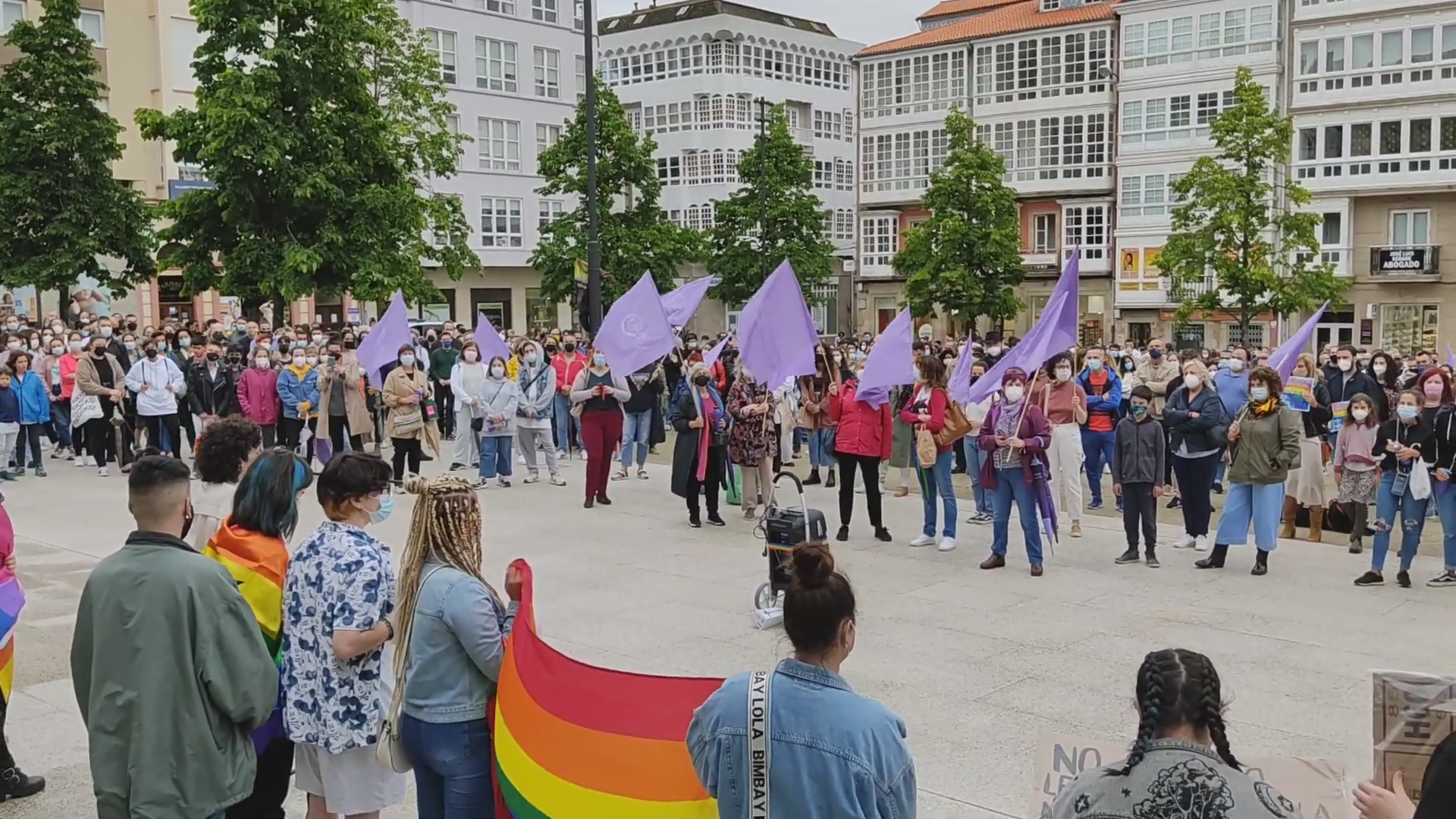
Manifestação em Ferrol
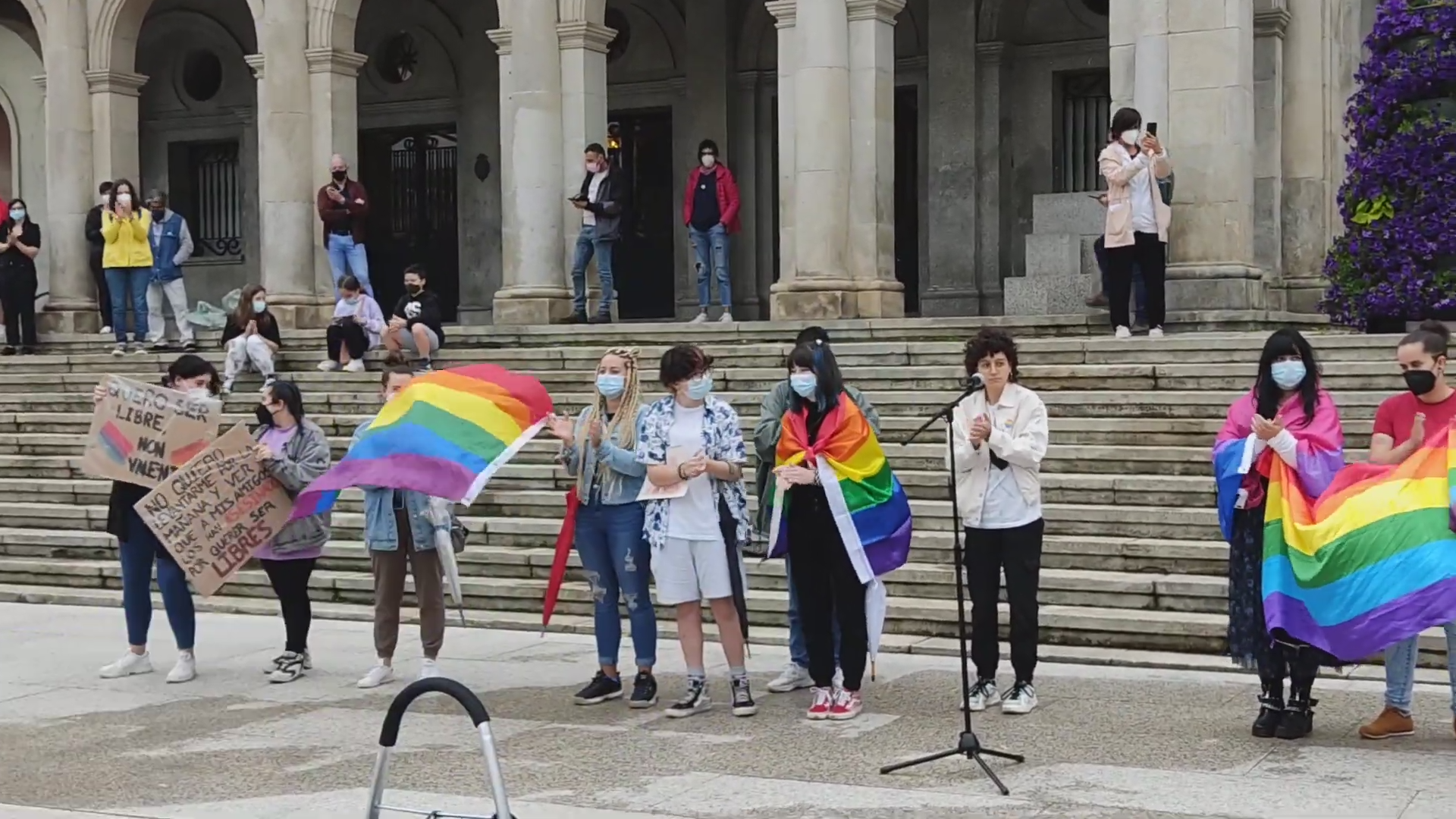
Manifestação em Ferrol

Em Ourense, a manifestação marcada para a praça do Bispo Cesáreo reuniu centenas de pessoas, que transportaram uma grande bandeira multicolor desde a Alameda até à praça Maior. Registaram-se também manifestações de menor dimensão nos municípios de A Rúa de Valdeorras, Petín, Xinzo de Limia, Viana do Bolo, O Carballiño e Allariz, entre outros lugares da província de Ourense.

Outras manifestações foram organizadas na praça de 8 de Março, em Santiago de Compostela, onde na noite posterior ao assassinato de Samuel, uma mulher trans foi agredida, na praça de Espanha, em Pontevedra, Museo MARCO, em Vigo. Em Lugo, Ferrol, e vários outros municípios o local escolhido foi frente à casa consistorial. A lista inclui ainda A Estrada. O governo municipal de Pontevedra apoiou e confirmou a participação institucional na manifestação de dia 5 de julho, de repulsa pelo assassinato de Samuel Luiz, às 20:00 na Praza da Peregrina.

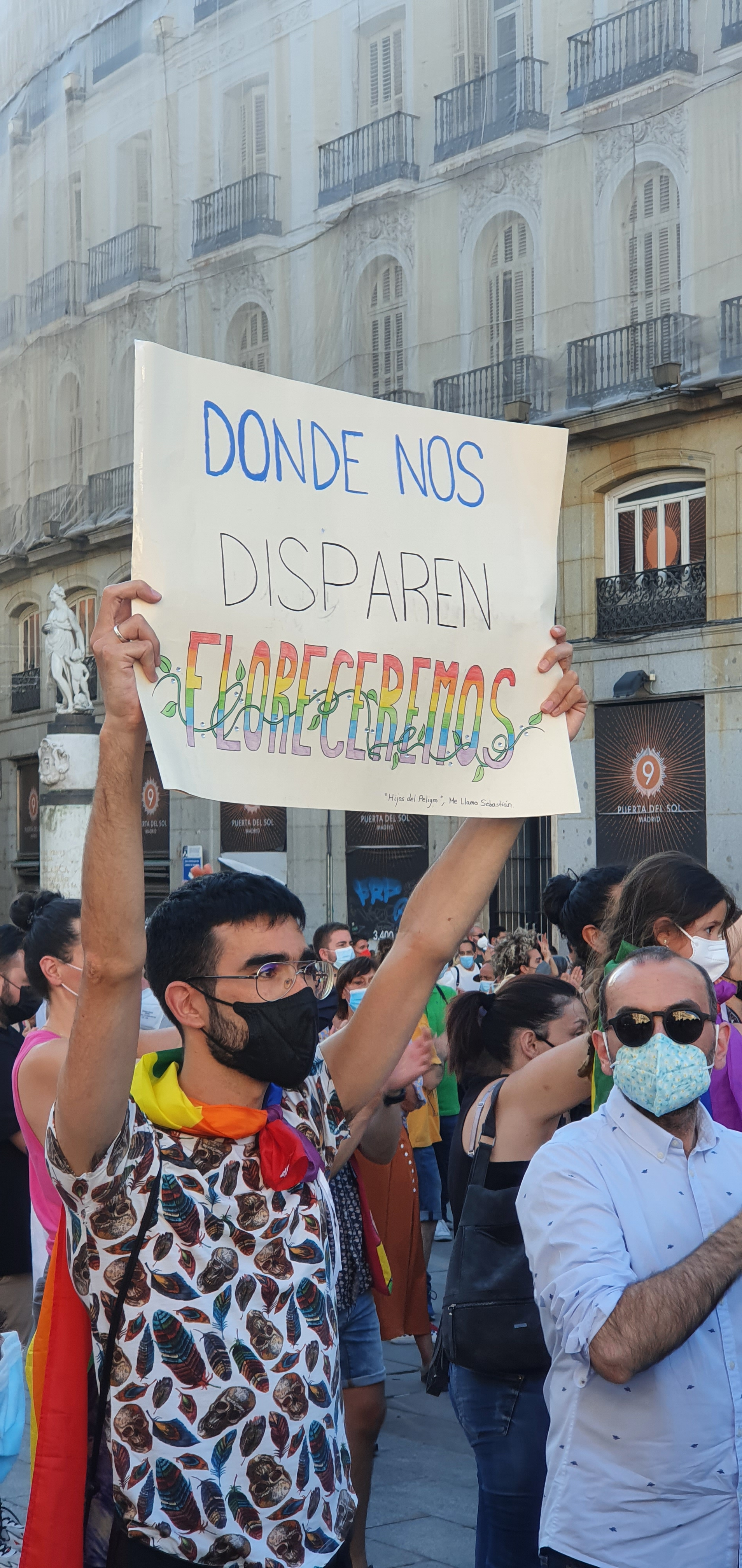
Manifestante segurando cartaz anti homofobia em Madrid

### Madrid

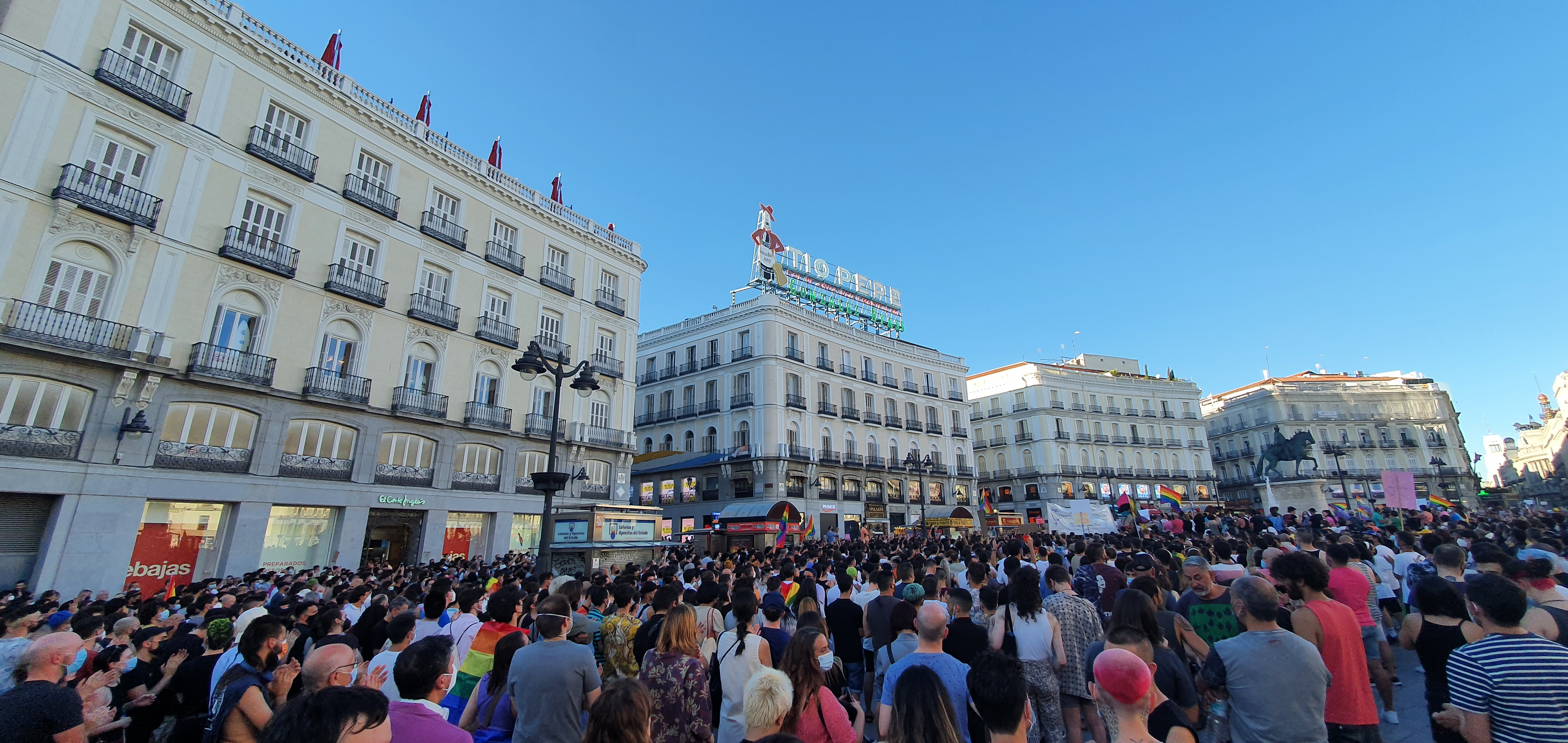
Manifestação em Madrid

Em Madrid, a manifestação organizada pelo Movimiento Marikas de Madrid, na Puerta del Sol, reuniu cerca de três mil manifestantes. Na manifestação participaram um dos cofundadores do Podemos, Juan Carlos Monedero, e a secretária de organização do partido, Lilith Verstrynge, a porta-voz do grupo parlamentar madrileno Más Madrid, Rita Maestre, a porta-voz de Unidas Podemos no parlamento municipal, Carolina Alonso, e o deputado socialista no parlamento regional, Santiago Rivero. Os manifestantes exibiram cartazes com lemas contra a homofobia, como “homofobia e fascismo são o mesmo”. Alguns dos cartazes mostravam a foto de Samuel sobre a legenda “Descansa em paz”, entre numerosas bandeiras LGBTI. Após os discursos e gritos de ordem, parte dos manifestantes abandonou a praça de forma espontânea, com o objetivo de dirigir-se ao Ministério da Justiça. Ao passaram pela Gran Vía, sentaram-se no chão, cortando o tráfego, fazendo o mesmo na rua San Berbardo, onde se encontra a sede do ministério, continuando a gritar "A Samuel lo mataron por ser maricón", "la lucha está en la calle y no en el parlamento" e fazendo críticas ao Governo Espanhol. Às 22:00 a manifestação continuava, com o corte das vias principais da cidade até à calle de la Princesa, onde ocorreram confrontos entre a polícia e os manifestantes.
A partir das 20:00, a polícia de choque madrilena invadiu o centro da cidade, bloqueando as vias e comprimindo os manifestantes na junção da calle de Alberto Aguilera com a calle de la Princesa. Vídeos difundidos nas redes sociais mostram o momento em que a polícia de choque atacava brutalmente os manifestantes indefesos com cargas de bastão. As imagens mostravam mesmo um dos agentes a ser contido, enquanto a força policial tentava encurralar os manifestantes no bairro de Argüelles, cerca das 22:30.
Mónica García, porta-voz do Más Madrid, partido político verde e progressivo baseado em Madrid, afirmou no Twitter que estava profundamente preocupada com as táticas desproporcionadas da polícia. As mesmas preocupações foram ecoadas pelo Más País, partido político regional alinhado com a esquerda. Íñigo Errejón, fundador do partido, comprometeu-se a pressionar o primeiro-ministro Pedro Sánchez sobre a atitude desproporcional e incompreensivelmente dura da polícia naquela noite.
Foram também organizadas manifestações em Barcelona, onde na mesma semana ocorreu uma agressão a um jovem com motivação homofóbica,  organizada por El Observatori contra L'homofòbia y Federació Plataforma d'Entitats LGTBI de Catalunya; em Valência, onde igualmente ocorreu uma agressão homofóbica na mesma semana, denunciada por dois rapazes, e em Sevilha, Saragoça, Salamanca, Badajoz, Bilbau, Albacete, Cuenca e Guadalajara. Em Leão congregaram-se mais de duas centenas de pessoas, tendo sido lido um manifesto reclamando que nenhuma agressão contra o coletivo LGTBI ficasse sem resposta. Em Valladolid, cerca de um milhar de pessoas concentraram-se na Plaza Mayor. Após um minuto de silêncio e vários cânticos contra os crimes de homofobia, as associações Alternativa Universitaria e Fundación Triángulo leram um comunicado reclamando à cidadania e aos políticos um compromisso ativo e militante com a erradicação da homofobia. Em Lanzarote, onde a 4 de julho um rapaz local foi violentamente agredido com o grito de "maricón", a Asociación Lánzate LGTBI convocou toda a população da ilha a se manifestar às 16:00, frente ao Banco Arcoíris da calle Real (rua León y Castilla), para reclamar justiça pelo que descreveram como assassinato homófobo de Samuel.
Centenas de pessoas reuniram-se nas três capitais bascas, denunciando não só o assassinato de Samuel, como os recentes ataques contra pessoas LGBT+. Na semana anterior havia viralizado um vídeo no qual quatro jovens de Donostia brincavam acerca de apanhar e matar pessoas LGBT com as suas próprias mãos, dizendo "Imagínate metiéndole un puñetazo y así, tumbándolo". Um mês antes, as ameaças chegaram mesmo a cumprir-se, quando Ekain, um jovem de Basauri, foi atacado por 13 pessoas, nove das quais estão sendo investigadas pela Ertzaintza, gritando "maricón de mierda". Naquela ocasião, o jovem agredido teve que ser transportado ao hospital, após os golpes o deixarem inconsciente.
Também em Estrasburgo, em França, uma trintena de eurodeputados, na sua maioria espanhóis, concentraram-se no pátio da sede do Parlamento Europeu, num gesto de repulsa à agressão brutal que acabou com a vida do jovem Samuel.  sábado con la vida del joven Samuel Luiz, de 24 años, en A Coruña.
A 6 de julho, o coletivo LGTBI+ de Campo de Gibraltar, em particular a associação Roja Directa, organizou uma concentração na praça de la Iglesia, em La Línea, condenando o assassinato homófobo de Samuel. Participaram também as associações Orgullo y Diversidad, LSYMI, o Observatorio contra la Lgtbifobia e a Fundación Daniela. Entre as várias dezenas de manifestantes encontravam-se os alcaides de Los Barrios e Tarifa, Miguel Alconchel e Francisco Ruiz, assim como a secretária local do PSOE, Genma Araujo.
María Jesús Montero, porta-voz do Governo espanhol e ministra da Fazenda, apoiou as manifestações, referindo a grande onda de indignação causada pelo crime na sociedade espanhola, e realçando a importância de tornar visível a condenação social, idealmente unânime, àquele tipo de atitude, para que os agressores deixem de se sentir impunes ao praticar esse tipo de ações.